# Sam Tuivailala
Samuel Tuivailala (né le 19 octobre 1992 à San Mateo, Californie, États-Unis) est un lanceur de relève droitier de la Ligue majeure de baseball.

## Carrière
Sam Tuivailala est repêché par les Cardinals de Saint-Louis au 3e tour de sélection en 2010. Il fait ses débuts dans le baseball majeur pour les Cardinals le 9 septembre 2014 face aux Reds de Cincinnati.